# Таргизское муниципальное образование
Таргизское муниципальное образование — муниципальное образование со статусом сельского поселения в 
Чунском районе Иркутской области России. Административный центр — поселок Таргиз.

## Демография
По результатам Всероссийской переписи населения 2010 года 
численность населения муниципального образования составила 1847 человек, в том числе 903 мужчины и 944 женщины.

## Населённые пункты
В состав муниципального образования входят населённые пункты
- Таргиз
- Елань
- Захаровка
- Изыкан
- Сосновка
- Тарея
- Чукша[2]